# Georg Christoph Neller

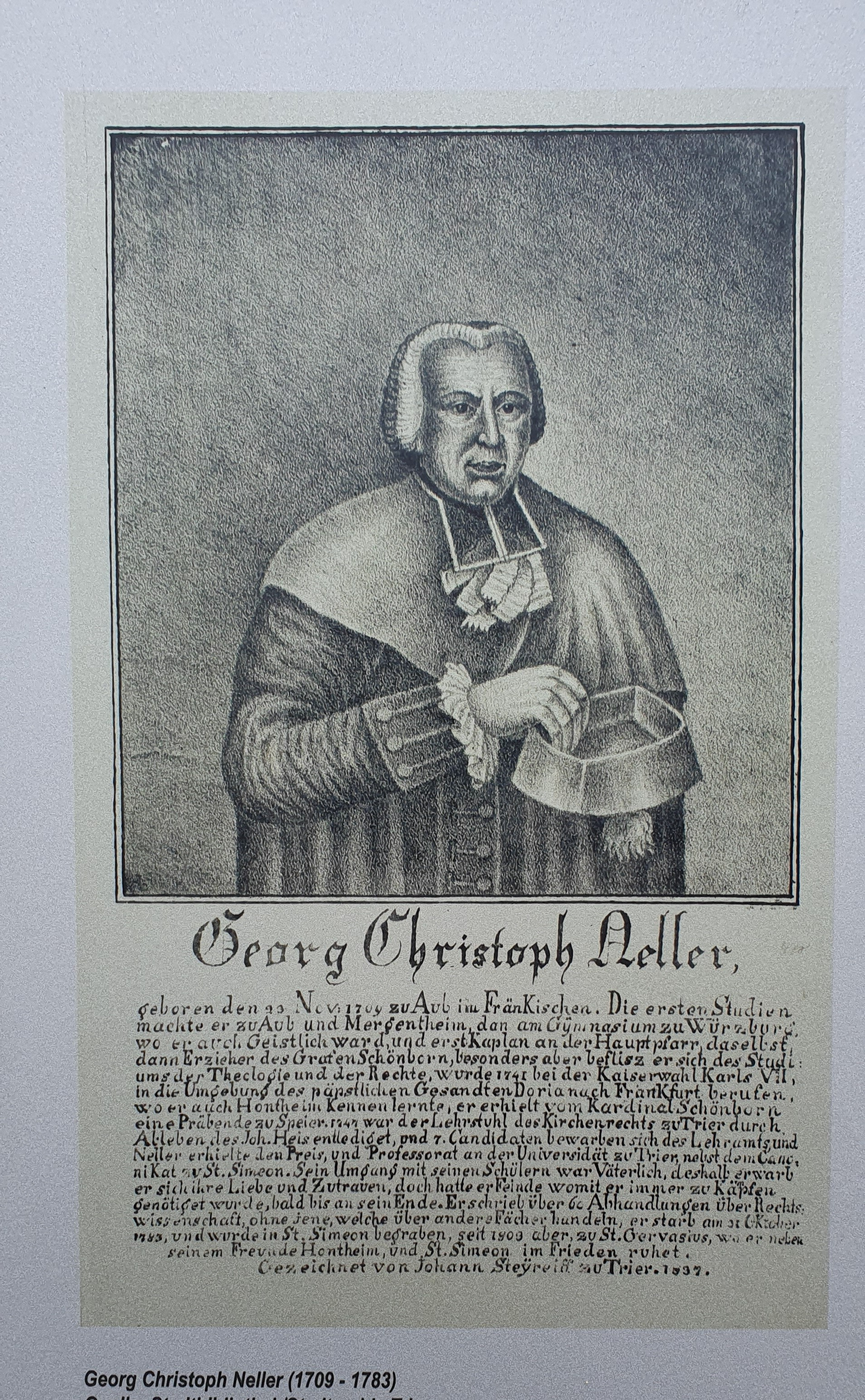
Informationstafel in Trier

Georg Christoph Neller (Pseudonym G.C. Auban; * 23. November 1709 in Aub; † 31. Oktober 1783 in Trier) war ein deutscher Kanonist und Hochschullehrer.

## Leben
Neller war Sohn eines Auber Bürgers. Er besuchte die Schulen von Aub und Mergentheim und kam im Alter von zwölf Jahren 1721 an das Würzburger Gymnasium, um für den geistlichen Stand vorbereitet zu werden. 1726 trat er in das Priesterseminar Würzburg ein, zugleich betrieb er das Studium der Philosophie, Theologie und Rechtswissenschaft an der Universität Würzburg. 1733 erfolgte seine Priesterweihe durch Fürstbischof Friedrich Karl von Würzburg, anschließend war er Kaplan in Grumbach, bevor er als solcher am Würzburger Dom tätig wurde. Anschließend wurde er vom Fürstbischof als Erzieher seiner Neffen und Archivar eingestellt. Mit diesen besuchte er auch mehrere Universitäten. Da er jedoch ein besseres Gehalt brauchte, um für seine verwitwete Mutter mit zu sorgen, suchte er nach einer neuen Stellung. Der Fürstbischof vermittelte ihn darauf als Rat zum päpstlichen Nuntius Giuseppe Doria Pamphili Landi, mit dem er im Dezember 1741 zur Königswahl 1742 nach Frankfurt am Main reiste. Anschließend war er Archivar bei einem Grafen Schönborn-Buchheim. 1747 gab er die Limburger Chronik von Tilemann Elhen von Wolfhagen neu heraus.
Neller folgte 1748 einem Ruf an die Universität Trier, an der er Professor des Kirchenrechts wurde, zudem erhielt er, trotz des Widerstandes der Jesuiten, ein Kanonikat am Simeonstift. Auch wurde er in Trier zum Dr. theol. promoviert. Er galt als einer der bedeutendsten deutschen Kirchenrechtler seiner Zeit und war ein produktiver Fachschriftsteller, befand sich jedoch regelmäßig im Streit mit den Jesuiten. Seine Schüler unterrichteten an verschiedenen deutschen Universitäten. Ihn verband eine Freundschaft mit Johann Nikolaus von Hontheim. Er behielt alle Ämter bis zu seinem Tod, bis auf den Lehrstuhl, den er 1780 an seinen Neffen Georg Philipp Christoph Leuxner abgab.
Die Georg-Christoph-Neller-Straße in Trier-Tarforst wurde nach ihm benannt.

## Werke (Auswahl)
- Principia iuris publici ecclesiastici catholicorum ad statum Germaniae accomodata, Frankfurt am Main 1746, 4. Auflage Wien 1768 (am 11. September 1750 auf den Index librorum prohibitorum gesetzt).
- Ad Clementin. 2. De Magistris Instructio Canonica-Monetaria De Grosso Turonensi, Et Trevirensi, Trier 1760 (Digitalisat)
- Ad Regulam Cancellariae XXV, Aliasque Pontificias Constitutiones, Nec Non Documenta Saec. XIII., XIV., & XV. super censibus intelligenda, Instructio Brevis, Monetario-Canonica De Turonensi Parvo, seu Nigro, Augustae Trevirorum 1762 (Digitalisat)
- Kurtzer Unterricht Von denen Alt-Römischen, Fränkischen, Trierischen, auch Gemein-Rheinländischen Pfenningen, und Helleren biß auf gegenwärtige Zeit, Erschermann, Trier 1763.
- Analytica demonstratio, Köln 1764.
- Exercitium iuridicum, Eschermann, Trier 1770.
- Nihil Jesuiticum, 1773.
- De Burdecanatu Trevirensi, Trier 1783.